# شاشات سينما المرأة
شاشات سينما المرأة  مؤسسة أهلية فلسطينية مستقلة غير حكومية وغير ربحية، مسجلة ومرخصة رسمياً لدى كل من وزارة الداخلية الفلسطينية ووزارة الثقافة الفلسطينية، تركّز في عملها منذ تأسيسها عام 2005 على تنمية وتطوير قدرات القطاع السينمائي الفلسطيني النسوي الشاب، انطلاقاً من مركزية مشاركة المرأة في إنتاج ثقافة فلسطينية مبدعة ومعاصرة تضع مفاهيم النوع الاجتماعي في عين الاعتبار لأهميتها في التنمية المستدامة.
تركز شاشات في كامل نشاطاتها على البعد المجتمعي والتنموي والتمكين الاقتصادي في عملها الثقافي، ويتكون مجلس إدارتها من الجنسين ويتميز بتنوع الخبرات والتفاوت في السن، ومنهم من الناشطين في مجال الثقافة والإعلام، والتعليم، والتنمية. ويقع مكتبها الرئيسي في مدينة رام الله ولأهمية التواصل مع قطاع غزة افتتحت مكتب لها في مدينة غزة في 2012.

## إنتاج
انتجت «شاشات سينما المرأة» منذ تأسيسها، مائة وعشرون فيلم قصير من روائي ووثائقي وتجريبي لمخرجات شابات تلقين التدريب والدعم والمتابعة من برامج شاشات الإنتاجية كما 25 حلقة نقاش تلفزيونية لبعض هذه الأفلام بثت كلها على الفضائيات الفلسطينية، بالإضافة إلى ترجمة ستة أفلام دولية إلى اللغة العربية، وعقدت أحد عشر دورة لمهرجانها وجولته الوطنية «مهرجان شاشات لسينما المرأة في فلسطين » والذي يتم افتتاحه في موقعين في كل من الضفة الغربية وقطاع غزة، كما عرضت ونوقشت أفلامها من قبل أكثر من مئتا ألف مشارك ومشاركة في 265 موقع بالتعاون مع أكثر من 450 مؤسسة ثقافية وقاعدية وجامعة وكلية ومدرسة في كل من الضفة الغربية وقطاع غزة والقدس. بالإضافة إلى ذلك أصدرت شاشات خمسة دراسات حول قطاع السينما الفلسطيني وخاصة النسوي منه، ولها مكتبة سينمائية من أفلام وكتب، كما تتيح أجهزة بسعر مخفض للقطاع السينمائي الفلسطيني.

## جوائز
- 2010: جائزة التميُّز في العمل السينمائي من وزارة الثقافة الفلسطينية وهي المرّة الوحيدة التي مُنحت فيها هذه الجائزة،
- 2013: كرمت الوزارة، مدير عام المؤسسة د. علياء أرصغلي بمنحها جائزة المرأة القيادية المميزة في مجال الثقافة ،
- 2013: كما حصلت شاشات على تقدير اقليمي ودولي من قبل مهرجان سا العالمي لسينما المرأة لوصولها إلى فئات مختلفة من المجتمع
- 2013: جائزة أوكسفام الإقليمية لسينما المرأة،
- 2013: تكريم وزارة الثقافة الجزائرية لمؤسسة شاشات في مهرجان الفيلم الملتزم في 2013 ،
- 2015: اختيارها من قبل «المؤسّسة الأورومتوسطية للنّساء » الهادف إلى انتقاء أفضل الممارسات لتعزيز المساواة بين الجنسين في جنوب المتوسط.[1]
- 2017: تكريمها المشترك من قبل وزارتي «شؤون المرأة الفلسطينية » و »وزارة الثقافة الفلسطينية » كونها «امرأة قيادية عملت على التغيير في الحقل الثقافي ».
- 2022: تكريم من إدارة مهرجان الجزائر الدولي للسينما [2][4]

## برامج عمل شاشات الخمسة
1. المساواة بين الجنسين في الصناعات الثقافية الإبداعية: تدريب وإنتاج.
2. برنامج ما هو الغد: تدخلات سينمائية مع اليافعين والشباب.
3. برنامج الأخت الكبرى: تمكين المؤسسات القاعدية ثقافياً من خلال منح صغيرة وبناء قدراتهاالإدارية والمالية والإعلامية.
4. برنامج يلاَ نشوف فيلم!: الثقافة حق من حقوق الإنسان. برنامج عروض ونقاشات سينمائية على مدى السنة في الضفة الغربية وقطاع غزة والقدس.
5. برنامج دعم الثقافة السينمائية: مكتبة سينمائية من كتب وأفلام، أبحاث ودراسات، مساعدة طلبة الماجستير والدكتوراه في فلسطين والخارج حول السينما الفلسطينية، أجهزة بسعر مخفض، تشبيك مع مؤسسات اقليمية وعربية.

## وصلة خارجية
- شاشات

## أنظر أيضا
- السينما الفلسطينية